# Olonka
Olonka (russisk: Олонка, finsk: Alavoisenjoki) er en flod i Republikken Karelija i Rusland. Det gav navnet til byen Olonets ved floden og efterhånden til det omgivende område (Guvernement Olonets, Olonets Krai, nu Olonetsky Distrikt). Den er 87 km lang og har et afvandingsområde på 2.620 km2.
I 1906 blev skrevet, at Olonka flyder fra Topornoye sø gennem søerne Vagvozero, Utozero og Torosozero, og ender i Ladoga. På moderne topografiske kort over området er strømmen mellem Topornoye og Utozero benævnt Topornaya flod (Река Топорная). Det højeste punkt i dette afvandingsområde er Kaskozero, som løber ud i Pyyre Järvi (järv = sø) (Pyureyarvi, Пюреярви), hvilken er forbundet med en lavvandet bæk til Topornoye.
Vigtigste bifloder er Megrega (ved Olonets) og Tuksa floder.
61°16′37″N 33°06′49″Ø / 61.277053°N 33.113519°Ø